# Prades-d'Aubrac
Prades-d'Aubrac é uma comuna francesa na região administrativa de Occitânia, no departamento de Aveyron. Estende-se por uma área de 46,64 km². Em 2010 a comuna tinha 363 habitantes (densidade: 7,8 hab./km²).